# Climate Action Tracker
Climate Action Tracker (CAT) ist eine englischsprachige Internetseite, auf der betrachtet werden kann, welche globale Erwärmung bis zum Ende dieses Jahrhunderts zu erwarten ist. Dazu werden die Selbstverpflichtungen einzelner Staaten zu Klimaschutzbemühungen im Rahmen des Pariser Klimavertrags wissenschaftlich analysiert und in ein Klimamodell eingespeist, welches dann eine Prognose der globalen Erwärmung bis zum Jahr 2100 liefert. Es werden die Daten von 32 Staaten berücksichtigt, die zusammen für etwa 80 Prozent der globalen Emissionen verantwortlich sind und in denen rund 70 Prozent der Weltbevölkerung leben. Die Prognose wird in Form eines Thermometers dargestellt.
Ferner werden die sogenannten CAT Emissions Gaps veröffentlicht, welche die Differenzen zwischen den prognostizierten Emissionen und den zur Erreichung des Zwei-Grad-Ziels und des 1,5-Grad-Ziels zulässigen Emissionen ausweisen.
Erstellt wird der CAT von den Instituten NewClimate Institute und Climate Analytics sowie dem Potsdam-Institut für Klimafolgenforschung (PIK). Gestartet wurde die Webseite im November 2009. Finanziert wird der CAT von der European Climate Foundation.
Der CAT steht in Verbindung mit Veröffentlichungen in wissenschaftlichen Fachzeitschriften.

## Aktueller Stand der Prognose
Derzeit (Stand Dezember 2023) weist der CAT unter Berücksichtigung der laufenden Maßnahmen (englisch Policies & action) eine Temperaturspanne von +2,2 °C bis +3,4 °C mit einem Prognosewert von +2,7 °C aus. Auf Grundlage der zugesagten Emissionsminderungen und Ziele (englisch Pledges & targets) ergibt sich eine Spanne von +1,7 °C bis +2,6 °C und ein Prognosewert von +2,1 °C.

## Rezeption
Über den Climate Action Tracker wurde besonders während der Klimakonferenzen berichtet, darunter in renommierten Medien wie BBC News, Washington Post und Spiegel Online. Ergebnisse des CAT wurden im Emissions Gap Report des Umweltprogramms der Vereinten Nationen berücksichtigt.